# Alto (Texas)

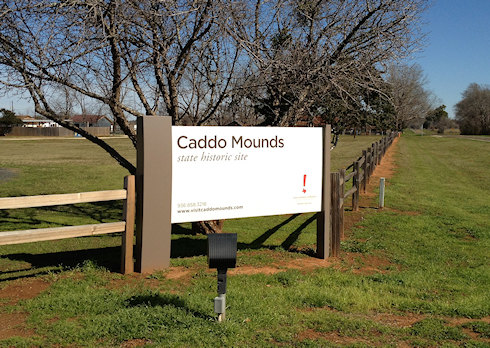
Caddo Mound Site près d'Alto

Pour les articles homonymes, voir Alto et Alto (toponyme).
Alto est une municipalité américaine du comté de Cherokee, dans l’État du Texas. Sa population s’élevait à 1 225 habitants lors du recensement de 2010.